# Arnold Norlind

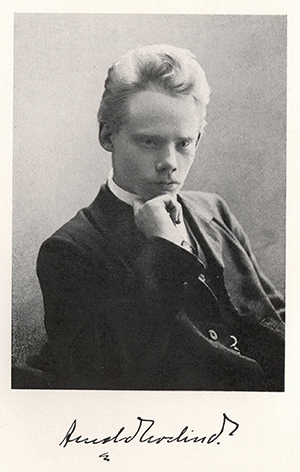
Arnold Norlind

Arnold Gottfrid Norlind (* 17. Juni 1883 in Vellinge; † 17. Februar 1929 in Järfälla, Provinz Stockholms län) war ein schwedischer Geograph, Übersetzer und Schriftsteller.

## Leben
Arnold Norlind wurde 1883 als Sohn des Pfarrers Lars Christenson und seiner Frau Johanna Norlind geboren in Vellinge, einer Gemeinde in der südschwedischen Provinz Schonen (Skåne). Er, wie auch seine vier Geschwister, trug den markanteren Namen seiner Mutter. Nach der Schulzeit studierte er an der Universität in Lund, zunächst drei Jahre mit dem Bachelor-Abschluss 1903. Die weiterführenden Studien in Geographie, Astronomie, romanischen Sprachen, Literaturgeschichte, Kunstgeschichte, Geschichte, Deutsch und Ästhetik wurden 1912 mit dem Dr. phil. abgeschlossen. Er war dann ab 1912 als Dozent für Geografie in Lund tätig.
Nach dem Auslaufen seines Dozentenstipendiums im Jahre 1922 beendete Norlind die Lehrtätigkeit an der Universität und wurde Lehrer an der Birkagårdens Volkshochschule (folkhögskola) in Stockholm. 1922 heiratete er die Schriftstellerin Emilia Maria Fogelklou (1878–1972). Norlind war kein langes Leben vergönnt, er erkrankte an Tuberkulose und starb im Alter von 45 Jahren.
Arnold Norlinds Geschwister wurden zum Teil ebenfalls bekannt: Seine älteren Brüder Ernst Norlind (1877–1952) als Maler und Autor; Tobias Norlind (1879–1947) als Musikhistoriker, Museumsdirektor und Autor. Die weiteren Geschwister waren die ältere Schwester Laura Concordia Norlind (1875–1960) und der jüngere Bruder Josef Yngve Valentin Norlind (1887–1976).

## Werk
In den ersten Jahren seines Schaffens waren wissenschaftliche Arbeiten zur Geographie, zu Entdeckern oder zur Kolonisation sein Thema. Nach seinen aus geographischem Interesse unternommenen Reisen entstanden einige populärwissenschaftliche Werke. Sein Bestreben war es dabei, keine Abenteuergeschichten zu schreiben, sondern mithilfe seiner wissenschaftlichen Kenntnisse der Geografie die Reisen von Entdeckern wie etwa Henrik sjöfararen oder Fernäo de Magalhäes darzustellen. Der für Norlind wichtigste Teil seines Schaffens waren seine Werke über Dante Alighieri, Übersetzungen und, auf Grund seines eigenen Wissens, Neuinterpretationen zu Dantes Leben und Werken unter philosophischen und psychologischen Aspekten.

## Werke
- 1912 Die geographische Entwicklung des Rheindeltas bis um das Jahr 1500. Eine historisch-geographische Studie
- 1914 Einige Bemerkungen über das Klima der historischen Zeit: nebst einem Verzeichnis mittelalterlicher Witterungserscheinungen
- 1917 Grekiska hjältesagor (Griechische Heldensagen)
- 1918 Tre sagospel: Vinterkungen och fru Sol, Hertiginnan Havsbris, Prins Valter och Drömmens fé (Drei märchenhafte Spiele: Winterkönig und Frau Sonne, Herzogin Meeresbrise, Prinz Valter und die Traumfee)
- 1918 Das Problem des gegenseitigen Verhältnisses von Land und Wasser und seine Behandlung im Mittelalter
- 1918 Henrik sjöfararen: hans män och hans karaveler (Heinrich der Seefahrer: seine Leute und seine Karavelle)
- 1918 Järnriddarna rida till Jerusalem: en bok om första korståget (Eiserne Ritter fahren nach Jerusalem: ein Buch über den ersten Kreuzzug)
- 1920 Världsherradöme: Babylon-Rom-London
- 1923 De stora geografiska upptäckternas tidevarv (Die großen geographischen Entdeckungen der Zeiten)
- 1924 Det senmedeltida Rom: världsstat och gudsstad (Das spätmittelalterliche Rom: Weltstaat und Stadt Gottes)
- 1925 Dante
- 1928 Från min veranda: meditationer (Von meiner Veranda: Meditationen) Stockholm. 1928, Neu aufgelegt 1929, 1936, 1950, 1954, 1961 und 1993.
- 1929 Skapande liv: Studier och bekännelser (Kreatives Leben: Studien und Geständnisse)
- 1930 Världshistoria. Del 7, De geografiska upptäckterna och reformationen (1500 – 1560) (Weltgeschichte. Teil 7, Die geographischen Entdeckungen und die Reformierung) Von Arnold Norlind und Hjalmar Holmquist.

Übersetzungen
- 1917 Dante Alighieri. Om vatten och jord. Samlade verk (Über Wasser und Erde. Gesammelte Werke)
- 1921–1930 Dante Alighieris Gudomliga komedi (Dantes Göttliche Komödie)[1]